# Tropheops lucerna
Tropheops lucerna är en fiskart som först beskrevs av Trewavas, 1935.  Tropheops lucerna ingår i släktet Tropheops och familjen Cichlidae. IUCN kategoriserar arten globalt som livskraftig. Inga underarter finns listade i Catalogue of Life.